# Slag bij Héricourt

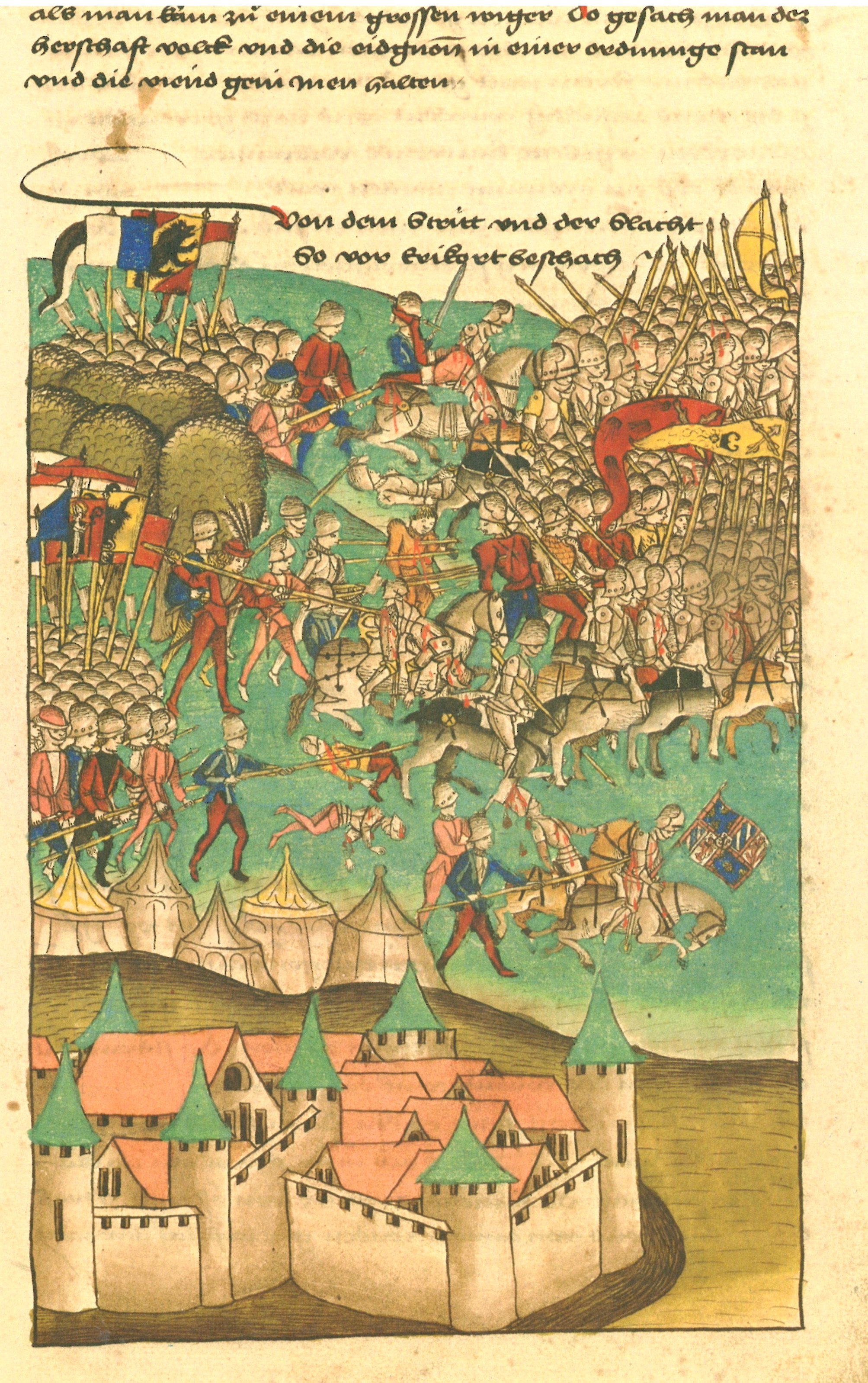
Slag bij Héricourt (Burgunderchronik)

De Slag bij Héricourt was een veldslag in de Bourgondische oorlogen tussen de Eedgenoten en Karel de Stoute op 13 november 1474 bij Héricourt.
Keizer Frederik III was in oorlog met Karel de Stoute. Frederik vreesde voor zijn steden in de Elzas, die Sigismund van Tirol voordien aan Karel de Stoute in pand gegeven had. De stad Bern had een bondgenootschap met koning Lodewijk XI van Frankrijk, de aartsvijand van Karel de Stoute. Omdat Karel de Stoute de gebieden onder Peter van Hagenbach niet wilde teruggeven, kon Frederik III met hulp van de Franse koning de Eedgenoten aanzetten tot een Reichskrieg tegen Karel de Stoute.
Op 12 oktober sloten de Eedgenoten het verdrag de Ewige Richtung af met aartshertog Sigismund van Tirol, waarmee ze al heel de tijd in oorlog waren. Tegelijk sloten de Eedgenoten het verdrag de Niedere Vereinigung af met Bazel, Colmar, Straatsburg en Sélestat, die ook onder aanvallen van Karel de Stoute leden.
Op 25 oktober verklaarde Bern zonder medeweten van de andere Eedgenoten de oorlog aan Karel de Stoute. De volgende dag ondertekende de Tagsatzung het verdrag met Lodewijk XI en gaf het Bern volmacht. De Berner zonden alvast 3000 man naar de Elzas. Op 13 november verklaarden Sigismund en de Niedere Vereinigung ook de oorlog aan Karel de Stoute.
Na de oorlogsverklaring brachten de Eedgenoten 18.000 man op de been. Die trokken in twee legers de Elzas binnen, het ene leger over Porrentruy en het andere over Bazel.
Om Sundgau af te snijden van Hertogdom Bourgondië belegerden ze op 8 november Héricourt, dat de weg van Sundgau naar Bourgondië beheerste.
De Bourgondiërs stuurden een ontzettingsleger van 12.000 man naar Héricourt onder leiding van graaf Hendrik van Neuenburg-Blamont.
Toen de Eedgenoten op 13 november het ontzettingsleger opmerkten, onderbraken ze hun belegering en vielen ze onder leiding van de Berner Nikolaas II van Scharnachthal ten noorden van Héricourt aan. Met hulp van de Habsburgse cavalerie versloegen ze in twee veldslagen de Bourgondische cavalerie. Daarop gaf het garnizoen van Héricourt zich over aan de Habsburgers.